# Austrodomus
Austrodomus is een geslacht van spinnen uit de  familie van de Prodidomidae.

## Soorten
- Austrodomus scaber (Purcell, 1904)
- Austrodomus zuluensis Lawrence, 1947